# Seonginbong
Seonginbong (koreanska: 성인봉) är en bergstopp i provinsen Norra Gyeongsang i Sydkorea. Det är den högsta punkten på ön Ulleungdo 130 km öster om fastlandet.
Toppen på Seonginbong är 984 meter över havet.